# Hucbald
Hucbald (Hucbaldus, Hubaldus), skladatelj, pedagog, benediktinski menih, * 840, samostan Saint Amand pri Tournaiu, † 20. junij, 930, Saint Amand.
Izobraževal se je v samostanu, kjer se je rodil. V mladosti je skomponiral napev, posvečen sv. Andreju, uspeh, ki ga je z njim dosegel, pa je vzbudil ljubosumje njegovega strica, ki je v samostanu zasedal pomembno funkcijo. Zaradi tega je moral Hucbald zapustiti Saint Amand in se nadaljnje izobraževati v neodvisni glasbeni šoli v kraju Nevers.
Med leti 883 in 900 je Hucbald deloval kot reformator glasbenega šolstva na širšem področju današnje Francije, kasneje pa se je vrnil v rojstni samostan, kjer je bival do svoje smrti.
Edino delo, ki ga z gotovostjo lahko pripisujemo Hucbaldu, je teoretska razprava De harmonica institutione (verjetno napisana leta 880). Njegovo domnevno delo pa je dolgo bila Musica Enchiriadis, ki jo v današnjem času pripisujemo drugim avtorjem.